# Hypophytala hyettoides
Hypophytala hyettoides är en fjärilsart som beskrevs av Aurivillius 1895. Hypophytala hyettoides ingår i släktet Hypophytala och familjen juvelvingar. Inga underarter finns listade i Catalogue of Life.